# Холхловский сельсовет
Холхловский сельсовет (бел. Хо́ўхлаўскі сельсавет) — упразднённая административная единица на территории Молодечненского района Минской области Республики Беларусь.

## История
Образован 12 октября 1940 года в составе Молодечненского района Вилейской области БССР. С 20 сентября 1944 года в составе Молодечненской области. 16 июля 1954 года в состав сельсовета из Сугвоздовского сельсовета Воложинского района передана деревня Пекари, 3 августа 1954 года из Дорского сельсовета Воложинского района — деревня Обуховщина. С 20 января 1960 года в составе Минской области. 
9 августа 1960 года в состав сельсовета из Городокского сельсовета переданы 9 населенных пунктов (Бобры, Волчки, Дорохи, Дроваши, Кулеши, Прончейково, Чернево, Черневщина и Шалыги). 
В 2004 году упразднены деревни Крыжий Луг и Полуйки. 
28 июня 2013 года Холхловский сельсовет упразднён. Населённые пункты Бобры, Волчки, Дроваши, Дорохи, Деразки, Ермаки, Каменщина, Красноармейская, Кулеши, Прончейково, Селевцы, Чернево, Черневщина, Шалыги включены в состав Городокского сельсовета; населённые пункты Березовцы, Броды, Витковщина, Задворцы, Куково, Лучанские, Мацуковщина, Обуховщина, Пекари, Сухопаровщина, Холхлово, Чахи, Шараи — в состав Хожовского сельсовета.

## Состав
Холхловский сельсовет включает 27 населённых пунктов:
- Березовцы — деревня.
- Бобры — деревня.
- Броды — деревня.
- Витковщина — деревня.
- Волчки — деревня.
- Деразки — деревня.
- Дорохи — деревня.
- Дроваши — деревня.
- Ермаки — деревня.
- Задворцы — деревня.
- Каменщина — деревня.
- Красноармейская — деревня.
- Куково — деревня.
- Кулеши — деревня.
- Лучанские — деревня.
- Мацуковщина — деревня.
- Обуховщина — деревня.
- Пекари — деревня.
- Прончейково — деревня.
- Селевцы — деревня.
- Сухопаровщина — деревня.
- Холхлово — агрогородок.
- Чернево — деревня.
- Черневщина — деревня.
- Чахи — деревня.
- Шалыги — деревня.
- Шараи — деревня.

Упразднённые населённые пункты:
- Крыжий Луг — хутор.
- Полуйки — деревня.